# Tadas Daugirdas

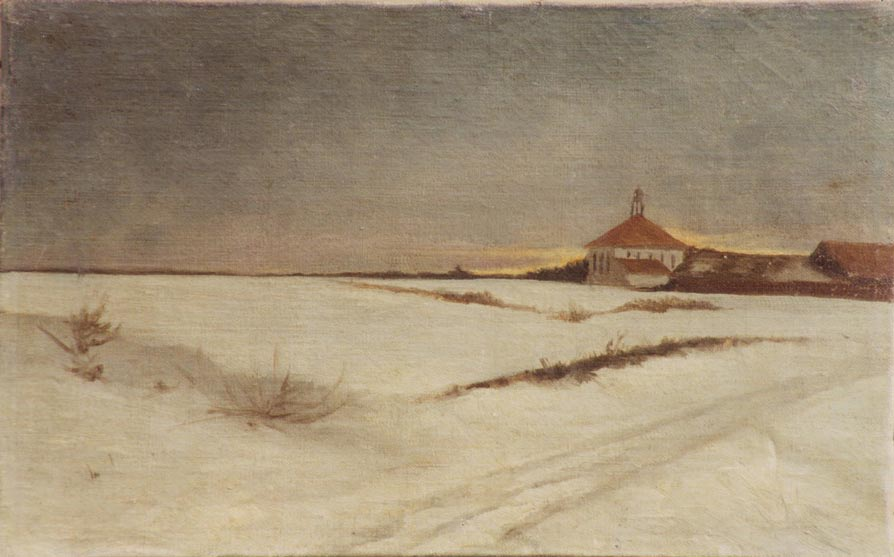
Pejzaż zimowy

Tadas Daugirdas (russisch Тадас Даугирдас; litauisch Tadas Daugirdas;  polnisch  Tadeusz Dowgird; * 10. März 1852 in Torbin im Gouvernement Nowgorod; † 1. November 1919 in Kaunas) war ein litauischer Maler, Archäologe und Heimatforscher.

## Herkunft
Einer alteingesessenen litauischen Bojarenfamilie entstammend, besuchte er die Zeichenschule von Iwan Trutnew in Vilnius, in der er später selbst lehren sollte. In der Zeit von 1870 bis 1872 setzte er seine Ausbildung an der Kunstakademie in Sankt Petersburg fort, die er von 1872 bis 1876 an der Akademie der Bildenden Künste München vollendete.

## Tätigkeit
Seit 1907 lebte er in Kaunas. Hier beteiligte er sich an der Organisation der ersten Ausstellung litauischer Künstler, die 1907 in Vilnius stattfand. Einen bedeutenden Anteil seines Schaffens nahmen archäologische Ausgrabungen ein. Darüber hinaus beschäftigte er sich mit der Registrierung und Katalogisierung von Kulturdenkmälern, er untersuchte Friedhöfe, alte Grabstätten, Hünengräber in ganz Litauen. In dieser Zeit arbeitete er als Konservator im Stadtmuseum Kaunas; ab 1909 nahm er das Amt des Direktors dieses Museums wahr. Er vermachte dem Museum seine archäologische Sammlung, Gegenstände des nationalen Brauchtums sowie Werke der nationalen angewandten Kunst. Bis 1919 leitete er dieses Museum.
In der Zeit von 1910 bis 1914 widmete er sich wiederum der Organisation litauischer Kunstausstellungen in Kaunas. Er arbeitete mit an der Herausgabe von Periodika/Zeitschriften wie Draugija (Драугия), Viltis, Lietuva (Летува), Vienybe (Венибе) u. a.
Im Jahr 1919 wurde Tadas Daugirdas zum Vorsitzenden der Staatlichen archäologischen Kommission gewählt. Im selben Jahr verstarb er in Kaunas. Hier ist eine Straße nach ihm benannt.

## Gemälde
Daugirdas schuf Gemälde mit symbolischen und allegorischen Inhalten wie Bei Tagesanbruch (На заре), Schneesturm (Метель) oder Der Hof (Двор). Weiterhin schuf er Dekorationen und entwarf Kostüme für Theatervorstellungen der litauischen Gesellschaft Daina (Дайна) und führte Regie. Darüber hinaus war er seit 1917 Mitglied der Kommission, die für die Ausarbeitung von Entwürfen für die litauische Nationalflagge zuständig war.
| Personendaten    | Personendaten                                         |
| ---------------- | ----------------------------------------------------- |
| NAME             | Daugirdas, Tadas                                      |
| KURZBESCHREIBUNG | litauischer Maler, Archäologe und Heimatforscher      |
| GEBURTSDATUM     | 10. März 1852                                         |
| GEBURTSORT       | Torbin, Gouvernement Nowgorod, Russisches Kaiserreich |
| STERBEDATUM      | 1. November 1919                                      |
| STERBEORT        | Kaunas, Litauen                                       |